# Константакопулос, Василис
Василис Константакопулос (греч. Βασίλης Κωνσταντακόπουλος, 1935, Мессения — 25 января 2011, Афины) — греческий магнат-судовладелец, известный также как «Капитан Василис», а также «Король контейнеров». Основатель судоходной компании Costamare, которая первой начала сотрудничать с COSCO. Председатель Греческой ассоциации защиты морской среды.

## Биография
Василис Константакопулос родился в 1935 году в Диаволиции, Мессения, Пелопоннес. В годы Второй мировой войны сражался в рядах Фронта национального освобождения ЭAM. В 1948 году он приехал в Афины, начал работать и параллельно учиться в вечерней школе.
В 1953 начал военно-морскую карьеру, поднялся по всем ступенями военно-морской иерархии. В 1962 году, в возрасте 27 лет, приобрел в кредит на судно, а в 1974 году, в возрасте 39 лет, основал судовладельческую компанию Costamare. Во время судоходного кризиса периода 1982—1984 годов Василис Константакопулос смог приобрести восемь судов по очень низкой цене. После распада греческой судоходной компании Григориоса Каллиманопулоса Константакопулос нанимает его профессиональных сотрудников и выходит на большой рынок судоходства.
В последующие двадцать лет компания значительно приумножилась и регулярно обновляла свой флот. В 2000 году в Costamare работало 35 судов, общим водоизмещением 1 560 000 тонн. В 2005 году компания ΤΕΜΕΣ Α.Ε., которой также руководил Василис Константакопулос, представила инвестиционный план на 2005—2010 годы на общую сумму более 1 млрд. евро для строительства 4 гостиниц, 2 полей для гольфа и других туристических и спортивных объектов в двух прибрежных районах города Пилоса, Пелопоннес.
В 2006 году Василис Константакопулос передал управление бизнесом своему сыну Костасу, который проявил себя талантливым руководителем и продолжил приумножение капитала Константакопулосов.
Василис Константакопулос скончался утром 25 января 2011 года в Афинах. Соболезнования семье выразили лидер «Новой демократии» Антонис Самарас, лидер «Демократического альянса» Дора Бакоянни, димарх Каламата Панайотис Никас, ректор Пелопоннесского университета Теодорос Папатеодору и члены Совета греко-китайской торговой палаты Константинос Н. Яннидис.
Международный аэропорт пелопоннесского города Каламаты в 2011 году был переименован в честь Василиса Константакопулоса.

## Семья
Вдова Константакопулоса, Кармен, родила ему троих сыновей:
- Костас — старший сын, ему в 2006 году Василис Константакопулос передал управление компанией[5];
- Ахиллеас — возглавляет компанию ΤΕΜΕΣ, занимающуюся инвестированием в сферу туризма;
- Христос — младший сын, руководит заводом в Козани[6].